# Dramat romantyczny
Dramat romantyczny – typ dramatu ukształtowany w okresie romantyzmu w opozycji do poetyki dramatu klasycystycznego, a w nawiązaniu do twórczości Williama Shakespeare’a, barokowego dramatu hiszpańskiego (Lope de Vega, Calderon) i dramaturgii mieszczańskiej, zwłaszcza melodramatu. Typowymi przedstawicielami dramatu romantycznego byli: Victor Hugo (np. Hernani, Maria Tudor), Alfred de Musset (np. Lorenzaccio), w Polsce Juliusz Słowacki (Balladyna, Kordian), Adam Mickiewicz (Dziady), Zygmunt Krasiński (Nie-Boska komedia).
Kompozycja dramatu romantycznego była luźna, poszczególne epizody cechowała duża niezależność, utwór nie podlegał typowym zasadom poetyki klasycystycznej, jak zasada trzech jedności czy zasada pięciu aktów, sceny monumentalne przeplatały się z kameralnymi i lirycznymi, toteż kwalifikuje się go do gatunku mieszanego. Typowe dla dramatu romantycznego było łączenie, uważanych przez klasyków za wykluczające się, kategorii estetycznych - patosu i groteski, realizmu i fantastyki, komizmu i tragizmu. Łączono także wszelkiego rodzaju przeciwstawne konwencje stylistyczne i gatunkowe oraz techniki dramaturgiczne. Tego rodzaju synkretyzm i niedostosowanie kompozycji do wymogów technicznych widowiska teatralnego sprawiło, że dramaty romantyczne miały charakter niesceniczny.